# La Communauté des chrétiens
 (mai 2017).
Si vous disposez d'ouvrages ou d'articles de référence ou si vous connaissez des sites web de qualité traitant du thème abordé ici, merci de compléter l'article en donnant les références utiles à sa vérifiabilité et en les liant à la section « Notes et références ».
 (septembre 2021).

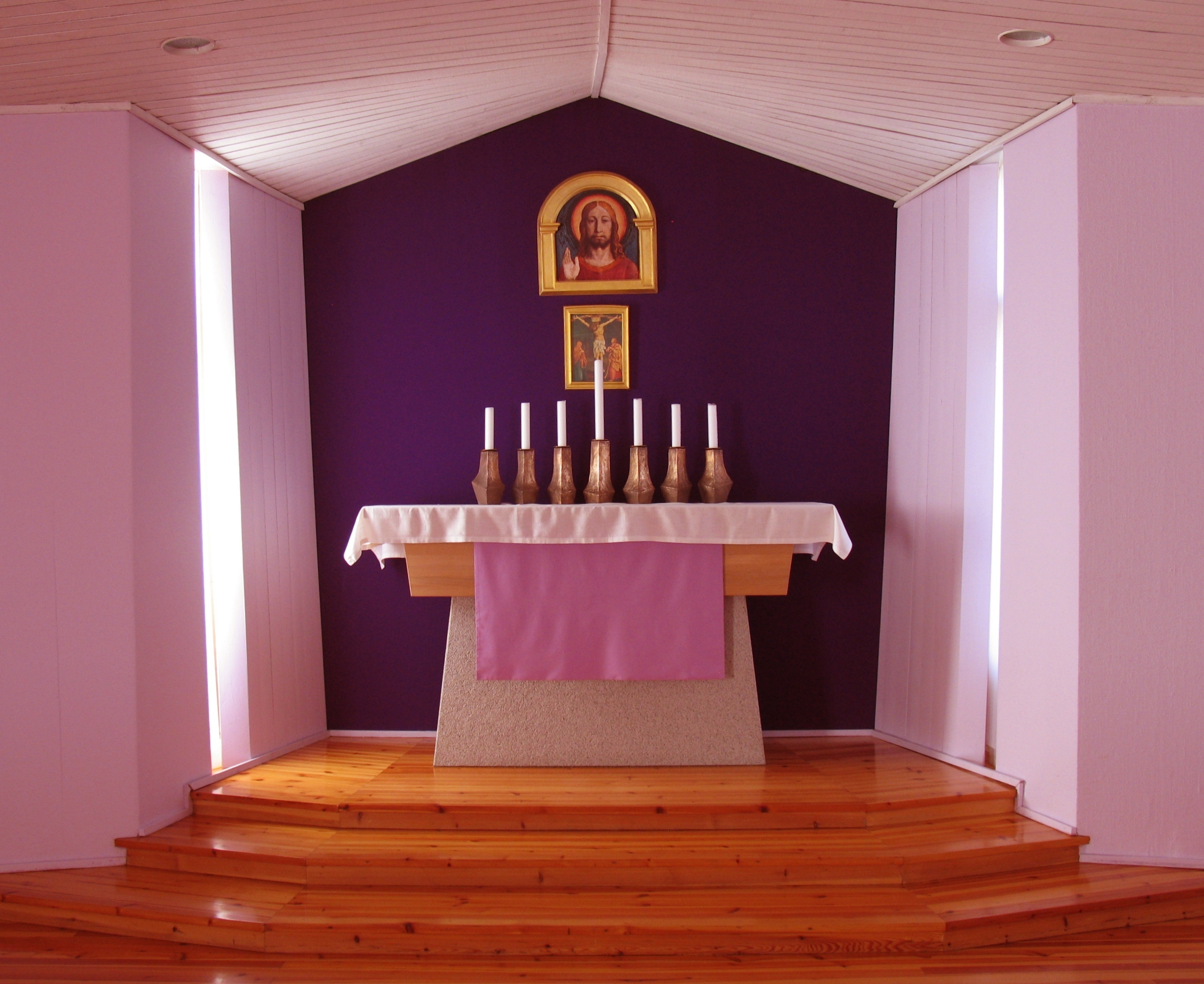
Autel d'une chapelle de la Communauté des chrétiens à Helsinki

La Communauté des chrétiens (en allemand Die Christengemeinschaft)  est un mouvement religieux lié à l'anthroposophie de l'occultiste Rudolf Steiner, mais se réclamant simultanément du christianisme. Elle fut fondée le 16 septembre 1922 en Suisse et en Allemagne par un groupe de 45  pasteurs et étudiants protestant de l'Église libérale]. Un siècle plus tard, le mouvement regrouperait entre 30 000 et 60 000 membres, notamment dans les pays germanophones.

## Historique

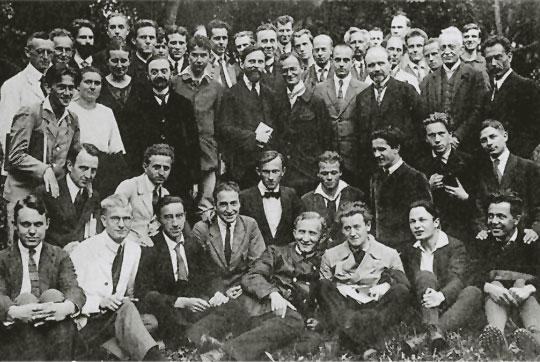
Les fondateurs de la Communauté des chrétiens, 16 septembre 1922.

La création de ce culte est due à Rudolf Steiner (1861–1925), également à l'origine de la Société anthroposophique. Entre 1921 et 1924, il donne à Stuttgart et à Dornach, dans de nombreux cours et cycles de conférences, des impulsions pour une « pratique religieuse chrétienne renouvelée ». À l'issue d'une rencontre préparatoire de trois semaines à Breitbrunn am Ammersee, les 45 membres fondateurs se rendent à Dornach où, entre le 6 et le 22 septembre 1922 sont accomplies les démarches de fondation. La date de fondation, au sens strict, est le 16 septembre, jour où le pasteur Friedrich Rittelmeyer (de)  célèbre pour la première fois l'« Acte de consécration de l'Homme », et procède à l'ordination des douze premiers prêtres. Selon le théologien catholique Helmut Zander (de), c'est en fait Rudolf Steiner qui « crée finalement une Église pour les personnes pour qui le chemin anthroposophique est trop dur, trop théorique et trop exigeant ».
La communauté des chrétiens s'implante ensuite dans de nombreuses villes allemandes, et bientôt aussi, à Prague, en Suisse, en Autriche, en Norvège, en Hollande, en Suède, et en Angleterre, plus généralement, dans les régions où la Société anthroposophique se trouvait établie. C'est en 1933 qu'est fondé à Stuttgart le premier séminaire des prêtres, et en 1936 que sont construits les premiers véritables bâtiments d'églises à Dresde et à La Haye. Après l'interdiction en Allemagne de la société anthroposophique par la Gestapo  en novembre 1935, la Communauté des chrétiens est, elle aussi, menacée, mais peut finalement continuer. Ce n'est que le 9 juin 1941 – un mois après la fuite en Angleterre du dignitaire nazi et sympathisant de l'anthroposophie Rudolf Heß – que la communauté des chrétiens est finalement interdite en Allemagne ; beaucoup de prêtres allemands doivent entrer dans la clandestinité et sont enrôlés dans la Wehrmacht ou mis en détention, ou d'autres aussi, déportés en camps de concentration.
Après la guerre, de nouvelles communautés sont fondées (bientôt aussi en dehors de l'Europe), de nouvelles églises sont construites ainsi qu'un nouveau bâtiment pour le séminaire des prêtres à Stuttgart. D'anciens membres du parti national-socialiste deviennent alors membres de la Communauté des chrétiens : ainsi Friedrich Benesch (de), qui est ordonné prêtre en 1947 et qui devient directeur du séminaire de Stuttgart entre 1957 et 1967. Il avait été membre du Parti allemand de Roumanie et chef de groupe en Transylvanie ; son passé « brun » reste un non-dit de son vivant, et n'est rendu public qu'en 2004. De même, Werner Georg Haverbeck (de), ancien dirigeant du Reichsmittelstelle für Volkstumsarbeit du  NSDAP, est ordonné prêtre en 1950, mis en congé à partir de 1959 et réintégré dans le cercle des prêtres en 1983, mais mis en même temps à la retraite. Il peut encore publier deux livres aux éditions Urachhaus en 1978 et 1983. Il ne prend jamais, jusqu'à sa mort, de distance avec son passé « populaire », et dans le livre qu'il publie en 1989, intitulé Rudolf Steiner – Anwalt für Deutschland, il apporte sa contribution aux débats qui se poursuivent depuis sur les positions politiques de Rudolf Steiner.
En France, dans les années qui suivent la fin de la Seconde Guerre mondiale, trois jeunes pasteurs protestants, Jérémie Nidecker, Gérard Klockenbring et Pierre Lienhard, décident de se lier à la Communauté des chrétiens. Ils deviennent  prêtres à Strasbourg, tout d'abord, puis aussi à Paris, et contribuent à faire connaître en France ce mouvement religieux.
En 1990, un redémarrage est autorisé à Prague. En 2019, il existe des groupes actifs et des communautés en Amérique du Nord et du Sud, en Asie, en Europe, en Afrique et en Australie. Et il y aurait dans le monde entre 35 000 et 60 000 membres, dont jusqu'à 20 000 en Allemagne.

## Doctrine

### Une Communauté sans doctrine?
La Communauté des chrétiens affirme vouloir offrir, sans dogme ni doctrine morale, la possibilité de mener sa recherche personnelle, en vue d'une conscience grandissante, dans la vie, de la présence du Christ ressuscité. Pour en être membre il suffit d'adhérer à son CREDO, plus développé que ce luis des Églises chrétiennes.  
Dans cette optique, la Communauté affirme qu'il n'existe pas de doctrine officielle contraignante : il n'y a pas de « corps enseignant » et les recteurs n'exercent pas d'autorité doctrinale vis-à-vis des prêtres (dans la mesure où ils sont sacramentellement ordonnés). Tous les prêtres disposent d'une liberté d'enseignement et sont pleinement considérés comme des représentants de la Communauté des chrétiens  aussi longtemps qu'ils ne sont pas en contradiction avec les cultes qu'ils exercent.
Cependant, les textes de la liturgie, avec son credo renouvelé, ont été transmis par Rudolf Steiner, fondateur de l'anthroposophie.

### Christologie
La Communauté des chrétiens voit dans la mort et la résurrection de Jésus Christ l’événement central et décisif de l'histoire de l'humanité. 
Le baptême du Jourdain est considéré comme l’événement par lequel le Fils de Dieu s'est uni à Jésus de Nazareth  (Adoptianisme).
Le Christ est considéré comme le fils de Dieu – au sein de la Trinité: Père, Fils et Saint-Esprit. L'Esprit-Saint a, selon le Credo – « préparé le fils de Marie à être la demeure du Christ »; Le Christ fut crucifié, puis il ressuscita, et il est « depuis ce temps, Seigneur des forces célestes sur Terre » et « il vit, accomplissant les actes du Père, en qui l'Univers se fonde. »
Le Credo dit du Christ qu'il est celui « en qui les hommes parviennent à revivifier l'existence terrestre qui se meurt ». « Dans la mort il devint le soutien des âmes trépassées qui avaient perdu leur essence divine. […]  Un jour Il s'unira, pour la progression de l'univers, à tous ceux qu'il peut, grâce à leur comportement, arracher à la mort de la matière. »

### Création et eschatologie
Le credo, dès son début,  parle de Dieu comme étant le « fondement de l'existence » qui « en père, précède ses créatures. »
Au lieu d'une création « achevée », l'anthroposophie postule un monde en évolution, un processus cosmique permanent, point de vue que partagent en règle générale aussi les théologiens de la communauté des chrétiens. 

### Les critiques des Églises chrétiennes
L'Église catholique et les Églises protestantes affirment  que la « Communauté des chrétiens » n'est pas fondée sur la tradition biblique chrétienne, mais sur la conception du monde gnostique ésotérique de l'anthroposophie et qu'elle se situe de ce fait plus proche des religions mystériales antiques que du christianisme.
Le Conseil des Églises protestantes d'Allemagne dialogua en 1950 avec la Communauté des chrétiens et en tira la conclusion que  « en dehors de son corpus idéel chrétien, il se révèle chez elle une source importante et nouvelle pour la révélation, en provenance des conceptions syncrétiques de Rudolf Steiner. » Et en 1951, elle préconisa que les Églises du pays n'acceptent pas les doubles appartenances et marquent clairement la  frontière entre les méthodes spiritualistes et les « soins de l'âme ». Cette coupure est, selon le Conseil,  objective et factuelle parce que la Communauté des chrétiens pense en catégories fondamentalement gnostiques et non bibliques. Au lieu d'une foi créationniste, elle propose une conception qui est celle de l'émanatisme. L'histoire est présentée par elle comme le déroulement prévu d'une évolution immanente et non pas comme un dialogue dramatique entre le Créateur et sa créature, comme la lutte entre les commandements de Dieu et les désobéissances humaines, mais bien comme régie par une opposition entre l'esprit et la matière. La personnalité de Dieu disparaît dans une neutralité impersonnelle. C'est pourquoi des concepts comme celui de péché, de grâce, de repentir et de prière, y sont utilisés dans un sens différent. La compréhension que l'on s'y fait du Christ, se trouve submergée par la doctrine mystériale de l'anthroposophie. La vie et l'action du Christ sont considérées comme un processus initiatique qui dilue les faits historiques concrets dans un récit symbolique. La mort sur la croix y est présentée comme l'accomplissement du sacrement originel ; de ce fait, les doctrines fondamentales des Écritures sur la faute humaine, les souffrances expiatoires du Christ et l'action salvatrice de Dieu, seraient éliminées.
Le théologien protestant Jan Badewien établit en 2007 dans une brochure de l'Evangelischen Zentralstelle für Weltanschauungsfragen (centre évangélique sur les questions de conceptions du monde)  les points cruciaux sur la base desquels la foi chrétienne des Protestants est incompatible avec l'anthroposophie.
- Au lieu du Dieu fait homme en Jésus, on parle d'une entité-Christ éternelle non historique.
- Au lieu de la grâce divine qui accueille le pécheur et l'absout de sa faute, on parle de la nécessité d'assumer son karma négatif par ses propres efforts.
- Au lieu d'une promesse de résurrection, on parle de réincarnation, de multiples vies terrestres successives.
- Au lieu de prendre la Bible comme source pour la connaissance du Christ, on se réfère au « cinquième évangile » anthroposophique, tiré de la Chronique de l'Akasha.

Pour le théologien catholique Helmut Zander, « l'idée d'origine était que la Communauté des chrétiens devait être une d'organisation d'avant-garde pour la société anthroposophique. Quand on ne peut pas encore savoir, on peut encore croire. ».

## Organisation

### Organisation juridique et fonctionnement économique
L'ensemble du mouvement de la Communauté des chrétiens est, du point de vue juridique et économique, régi en tant que fondation soumise au droit hollandais sous la dénomination de "Stichting de Christengemeenschap (international) " désignée le plus souvent par le terme anglais de Foundation. Elle assume la coordination financière de l'ensemble du mouvement. Au sein de la fondation, il existe 18 régions qui fonctionnent comme des entités indépendantes. Le forum principal de la fondation est appelé le Council. Il se réunit tous les deux ans pour élire un  Executive Committee choisi parmi les membres du Council. Il gère les affaires économiques entre les sessions du Council. Les affaires pratiques et les décisions quotidiennes sont assumées par la direction administrative qui est établie à Berlin.
En France, la Communauté des chrétiens est organisée en communautés locales et autonomes ayant chacune la forme d’une association cultuelle (loi 1905). C'est aussi le cas en Alsace.
En Allemagne, les communautés sont régionalement regroupées en associations de droit public. La Communauté des chrétiens dispose ainsi des mêmes droits et devoirs que les autres associations religieuses reconnues comme corporations de droit public. Malgré la possibilité qu'elle peut avoir d'en bénéficier, la Communauté des chrétiens refuse expressément toute forme de  financement par l'État. Elle est financièrement portée par les contributions libres et par les dons de ses membres et amis. Le salaire des prêtres s'établit selon ses besoins et la situation économique de la communauté sur la base d'un idéal de fraternité sociale.
En Autriche, la Communauté des chrétiens est enregistrée par l'État sous le statut « d'association confessionnelle religieuse ». Des tentatives pour être reconnue par l'État en tant qu'association religieuse ont jusqu'ici été rejetées ; une plainte est déposée en 2009 auprès de la Cour européenne des droits de l'homme pour discrimination. A ce moment, le mouvement revendique 3000 fidèles sur le territoire autrichien.
En Suisse, la  Communauté des chrétiens est organisée en association ; dans le canton de Bâle, elle est publiquement considérée comme une association religieuse, bien qu'elle ne soit reconnue ni sur le plan juridique public, ni par un statut particulier.
Toutes les questions juridiques et économiques sont traitées par des responsables issus à la fois de la communauté des membres, et du corps des prêtres. La collaboration entre les communautés et les régions, sur le plan économique, est gérée par ceux qu'on appelle les « coordinateurs ». Les cultes sont donnés sous la seule responsabilité des prêtres.

### Organisation spirituelle
En ce qui concerne ses prêtres, la Communauté des chrétiens est extérieurement structurée de façon hiérarchique. Pourtant, cette hiérarchie reste relativement horizontale car elle ne correspond pas à une « autorité spirituelle » (comme par exemple dans le catholicisme) qui serait conférée par des grades d'ordination distincts. Il n'existe qu'un seul sacrement d'ordination, et tous les prêtres sont fondamentalement sur le même plan dans l'exercice de leur ministère et dans leur liberté d'action. Mais il existe une organisation interne qui a la charge de gérer l'affectation des prêtres dans les communautés et de veiller à l'intégrité des sacrements. Les diverses communautés sont regroupées en « régions » ayant chacune un « recteur » désigné. Au centre de cette organisation interne se trouvent trois «recteurs supérieurs» dont un porte la charge de «premier recteur», qui sont collégialement responsables de l'ensemble de la communauté des chrétiens. Associés à quatre autres recteurs, ils constituent le comité de direction que l'on appelle « le cercle des sept », siégeant à Berlin.

#### Comité directeur de fondation en 1922
- Recteur supérieurs : Friedrich Rittelmeyer, Emil Bock et Johannes Werner Klein
- Recteur supérieur titulaire : Gertrud Spörri
- Recteurs : Johannes Perthel, Friedrich Doldinger et Alfred Heidenreich

Rittelmeyer prit le 24 février 1925 la fonction nouvellement créée de «Premier Recteur».

#### Les premiers recteurs successifs
- à partir de 1925: Friedrich Rittelmeyer
- à partir de 1938 : Emil Bock
- à partir de 1960 : Rudolf Frieling
- à partir de 1986 :  Taco Bay
- à partir de 2005 : Vicke von Behr-Negendanck

#### Les séminaires des prêtres
La Communauté des chrétiens dispose de deux séminaires de prêtres dans la zone germanophone, à Stuttgart et Hambourg, et un dans une zone anglophone, au Canada (Vaughan/Ontario). Les études s'étalent sur trois années et s'achèvent par des stages pratiques dans différentes communautés, mais aussi dans des écoles, des hôpitaux, des maisons de retraite où dans des établissements de soins palliatifs  anthoposophiques. La préparation à l'ordination peut s'effectuer ensuite. Il s'agit d'une formation de six mois qui regroupe les étudiants de tous les séminaires de prêtres de la Communauté des chrétiens. 

### Le statut de membre
On ne devient pas membre de la Communauté des chrétiens du fait de sa naissance, de son baptême ou de sa confirmation, mais seulement par une décision personnelle en tant qu'adulte, à l'instar de ce que l'on rencontre dans les « Églises d'engagement  libre (de) ». L'adhésion intervient à l'issue d'une conversation avec un prêtre de la communauté du lieu.  Les enfants baptisés ne sont pas considérés comme membres. Seuls peuvent l'être des adultes capables de se positionner eux-mêmes. Il est recommandé – mais non obligatoire – de renoncer à être membre d'une autre Église.

## Les sacrements

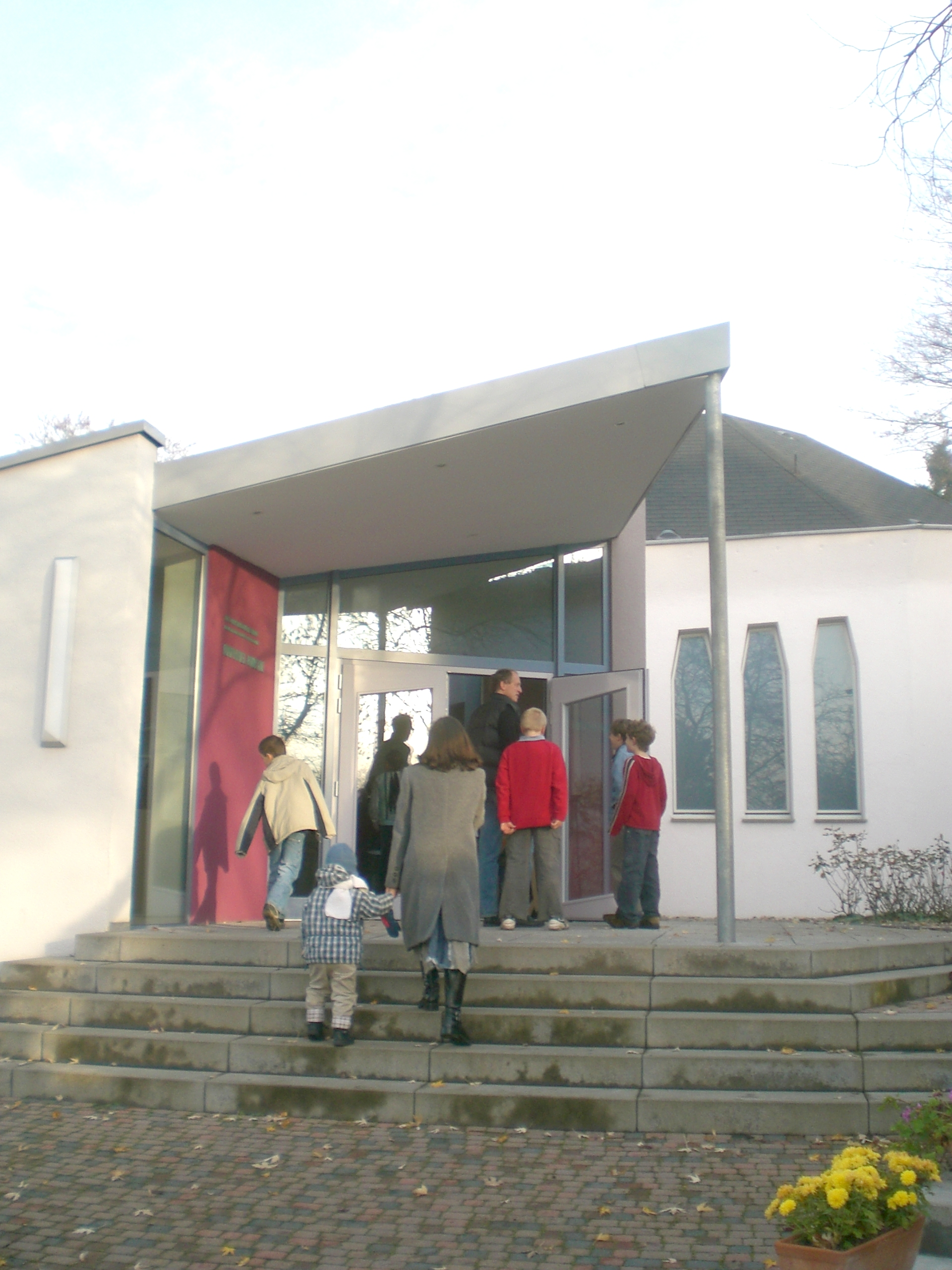
Chapelle de la Communauté des chrétiens à Darmstadt

La Communauté des chrétiens se considère comme une communauté cultuelle[évasif]. Son rituel principal est l'Acte de consécration de l'homme, qui, vu de l'extérieur ressemble quant à sa liturgie, au rituel catholique de l'Eucharistie. Toute personne adulte intéressée peut, sans conditions préalables, participer à l'Acte de consécration de l'homme.
Selon les conceptions de la Communauté des chrétiens, les sacrements permettent aux fidèles de se relier aux forces de transformation que dispense le Christ. La pratique communautaire proposée vise, entre autres, à réaliser cela consciemment. Par principe, aucune exigence de connaissances ou d'expérience préalables n'est  requise.
À la Communauté des chrétiens, on parle de "cycle des sacrements" . Le sacrement central est "l'Acte de consécration de l'homme", avec ou sans prédication, destiné aux adultes et qui se vit principalement le dimanche, mais auquel on peut aussi participer quotidiennement. Il existe en outre, six autres sacrements qui sont proposés.
Le sacrement du baptême est, à la Communauté des chrétiens, célébré avec les trois substances : eau, sel et cendre. La formule trinitaire de la parole traditionnelle (« au nom du Père, du Fils et du Saint-Esprit ») n'est pas utilisée. On ne verse pas l'eau sur le baptisé, elle lui est simplement appliquée ainsi que les deux autres substances. Ce baptême n'est pas reconnu par la plupart des autres Églises chrétiennes. À la différence de la conception chrétienne traditionnelle, le baptême n'a pas ici pour finalité la rédemption des péchés. Il oriente l'homme vers une relation avec la « communauté du Christ Jésus » comprise dans un sens supra-confessionnel. Ce n'est pas par le baptême qu'on devient membre de la Communauté des chrétiens, on ne peut le devenir que par son propre choix d'adulte.

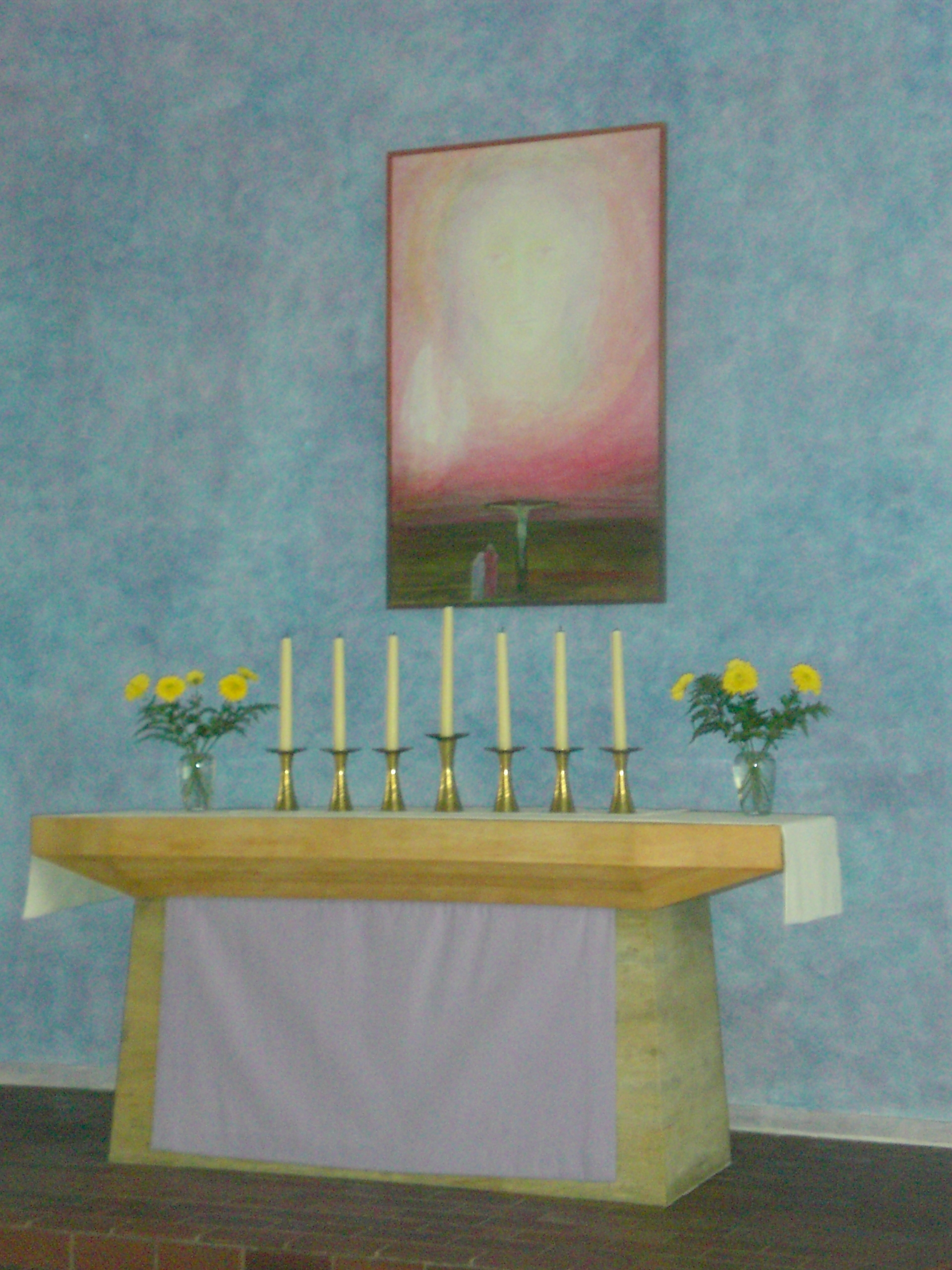
Autel dans une chapelle de la Communauté des chrétiens (Darmstadt)

Les autres sacrements de la Communauté des chrétiens sont :
- la confirmation
- la confession dite « entretien sacramentel »
- le mariage
- l'ordination
- l'extrême-onction

Il s'ajoute à cela en tant que célébrations cultuelles :
- L'Office dominical pour les enfants
- La clôture cultuelle de fin de journée  (dans le cadre de rencontres, par exemple)
- La grande prédication
- Les funérailles : 1. la mise en bière, 2. les obsèques
- Les funérailles pour les enfants

Les sacrements sont toujours célébrés par des prêtres selon le rituel convenu, en habits sacerdotaux dont les couleurs, de même que les paroles prononcées, sont parfois différenciées selon le temps du cycle liturgique. L'ordination des femmes a été instituée dès l'origine. Les textes des rituels sont tous traduits pour être prononcés dans la langue du pays.

## Œcuménisme
La Communauté des chrétiens n'est membre ni du Conseil œcuménique des Églises ni de la Communauté de travail des Églises chrétiennes d'Allemagne (Arbeitsgemeinschaft Christlicher Kirchen in Deutschland, ACK).

## Littérature

### Émanant de la Communauté des chrétiens
- (de) Johannes Lenz: Die Christengemeinschaft – Eine Einführung; o. O. und o. J. [1978] (non disponible en librairie, 32 pages, brochure)
- (de) Hans-Werner Schroeder: Die Christengemeinschaft – Entstehung, Entwicklung, Zielsetzung; Stuttgart: Urachhaus, 20012,  (ISBN 3-87838-649-4)
- (de) Michael Debus: Auferstehungskräfte im Schicksal. Die Sakramente der Christengemeinschaft; Stuttgart: Urachhaus, 2006,  (ISBN 3-8251-7526-X)
- (de) Rudolf F. Gädeke: Die Gründer der Christengemeinschaft. Ein Schicksalsnetz. 48 kurze Biographien mit Abbildungen und Dokumenten; Pioniere der Anthroposophie, 10; Dornach: Verlag am Goetheanum, 1992,  (ISBN 3-7235-0639-9)
- (de) Wolfgang Gädeke: Man kommt auch mit wenig Sünden aus … – Anekdoten aus der Christengemeinschaft; Stuttgart: Urachhaus, 20022,  (ISBN 3-8251-7158-2)
- (de) Alfred Heidenreich: Aufbruch. Die Gründungsgeschichte der Christengemeinschaft; Stuttgart: Urachhaus, 2000; Original: Growing Point; London 1965.
- (de) Tom Ravetz: Vom Dogma befreit. Erfahrungswege zur Theologie der Christengemeinschaft. Stuttgart 2010,  (ISBN 978-3-8251-7693-8)
- (de) Rudolf Steiner: Vorträge und Kurse über christlich-religiöses Wirken, 5 Bände; Dornach: Rudolf Steiner Verlag:
  - Band 1: Anthroposophische Grundlagen für ein erneuertes christlich-religiöses Wirken; Sechs Vorträge und zwei Besprechungen; Stuttgart 12. bis 16. Juni 1921; 1993,  (ISBN 3-7274-3420-1)
  - Band 2: Vorträge und Kurse über christlich-religiöses Wirken. Spirituelles Erkennen – Religiöses Empfinden – Kultisches Handeln; Neunundzwanzig Vorträge und Diskussionsstunden, Dornach 26. September bis 10. Oktober 1921; 1993,  (ISBN 3-7274-3430-9)
  - Band 3: Vorträge bei der Begründung der Christengemeinschaft; Neunzehn Vorträge, Gespräche und Fragenbeantwortungen in Dornach vom 6. bis 22. September 1922; 1994,  (ISBN 3-7274-3440-6)
  - Band 4: Vom Wesen des wirkenden Wortes; vier Vorträge mit Fragenbeantwortungen, gehalten in Stuttgart vom 11. bis 14. Juli 1923, Dornach 1994,  (ISBN 3-7274-3450-3)
  - Band 5: Apokalypse und Priesterwirken. Achtzehn Vorträge, Gespräche und Fragenbeantwortungen in Dornach vom 12. bis 22. September 1924, Dornach 1995; 2. Auflage 2001,  (ISBN 3-7274-3460-0)
- (de) Wolfgang Weirauch (Hrsg.): Die Christengemeinschaft heute. Anspruch und Wirklichkeit; Flensburger Hefte, 35; Flensburg 1991,  (ISBN 3-926841-42-7)
- (de) Wolfgang Weirauch (Hrsg.): Erkenntnis und Religion. Zum Verhältnis von Anthroposophischer Gesellschaft und Christengemeinschaft; Flensburger Hefte, 22; Flensburg 1988,  (ISBN 3-926841-13-3)
- (de) Wolfgang Weirauch (Hrsg.): Erneuerung der Religion. Die Christengemeinschaft. Sakramente. Kirche und Kultus; Flensburger Hefte, 14; Flensburg 1986,  (ISBN 3-926841-07-9)
- (de) Hat die Christengemeinschaft eine Zukunft? Gespräche mit einem Geistwesen, Flensburger Hefte, Sonderheft 32, (2012),  (ISBN 978-3-935679-77-0)

### Émanant des confessions chrétiennes
- (de) Evangelischer Oberkirchenrat Stuttgart (Hrsg.): Zur Frage der Christlichkeit der Christengemeinschaft. Beiträge zur Diskussion. Markstein, Stuttgart 2004; 2. Auflage 2005.
- Lothar Gassmann: Anthroposophie und Christentum:
  - Band 1: Biographisches. Leben und Werk von Rudolf Steiner, Friedrich Rittelmeyer, Emil Bock und Rudolf Frieling. Fromm, Saarbrücken 2011,  (ISBN 978-3-8416-0177-3).
  - Band 2: Die Lehren im Vergleich: Spiritualität, Bibelverständnis, Gottesbild, Christosophie, Erlösung. Fromm, Saarbrücken 2011,  (ISBN 978-3-8416-0178-0).
- (de) Hartmut Höfener: Die Christengemeinschaft und die Evangelische Kirche in Deutschland gegeneinander, nebeneinander oder miteinander?; Ständiger Ausschuß „Weltmission und Ökumene“ der Vereinigten Kirchenkreise Dortmund und Lünen, 1996
- (de) Joachim Müller (Hrsg.): Anthroposophie und Christentum. Eine kritisch-konstruktive Auseinandersetzung. Paulus, Freiburg 1995,  (ISBN 3-7228-0360-8).
- (de) Wilhelm Stählin (Hrsg.): Evangelium und Christengemeinschaft. Johannes Stauda, Kassel 1953.
- (de) Klaus von Stieglitz: Rettung des Christentums? Anthroposophie und Christengemeinschaft – Darstellung und Kritik. Kreuz, Stuttgart 1965
- (de) Die Christengemeinschaft. In: Handbuch Religiöse Gemeinschaften. Herausgegeben im Auftrag der Vereinigten Evangelisch-Lutherischen Kirche in Deutschland (VELKD) von Hans Krech und Matthias Kleiminger. 6., neu bearb. und erw. Aufl. Gütersloher Verlagshaus, Gütersloh 2006,  (ISBN 3-579-03585-1), S. 272–286.

### Biographie
- (de) Maria Krehbiel-Darmstädter: Briefe aus Gurs und Limonest 1940–1943. Kompilation und Hg. Walter Schmitthenner. Lambert Schneider, Heidelberg 1970 (ohne ISBN)[15]